# Bilohlînka, Simferopol
Bilohlînka (în ucraineană Білоглинка) este un sat în comuna Mîrne din raionul Simferopol, Republica Autonomă Crimeea, Ucraina.

## Demografie
Componența lingvistică a localității Bilohlînka
     Rusă (74,69%)
     Tătară crimeeană (15,8%)
     Ucraineană (8,21%)
     Alte limbi (0,39%)
Conform recensământului din 2001, majoritatea populației localității Bilohlînka era vorbitoare de rusă (74,69%), existând în minoritate și vorbitori de tătară crimeeană (15,8%) și ucraineană (8,21%).